# Міміко
Міміко (анг. Mimico) — район (також колишній муніципалітет) у Торонто, Онтаріо, Канада. Розташований у південно-західній частині Торонто на березі озера Онтаріо, у південно-східному куті колишнього міста Етобіко. Також Мімко було окремим містом і муніципалітетом з 1911 по 1967 рік.
Містечко Міміко було засноване згідно з планом поділу в 1856 році, але не було розділене від колишнього містечка Етобіко до 1911 року. Територія Міміко в основному належала трьом сімейним фермам: Stock Estate (на північ від Портленда), Hendry Estate (між вулицями Royal York і Queens Ave), Van Every Estate (між вулицясм Royal York Rd і Dwight Ave). Міміко було окремим містечком до 1967 року, коли його було об'єднано в новий район Етобіко (пізніше місто у 1984 році), який сам у 1998 році припинив існувати і увійшов в склад міста Торонто.
Сьогодні Міміко — це в основному житловий район із двома комерційними вулицям: уздовж Роял-Йорк-роуд та уздовж бульвару Лейк-Шор-Захід, паралельно береговій лінії (від Луїза-авеню до Аллен-авеню). Існує також колишня комерційна вулиця вздовж Міміко авеню, що з'єднує Роял-Йорк-роуд і Лейк-Щор бульвар. Уздовж залізниці, що проходить через район є деякі зони промислового використання. На початку 2012 року журнал Toronto Life поставив Міміко на перше місце в списку районів Торонто «Де купити зараз».

## Етимологія
Назва «Міміко» походить від слова мови оджибве omiimiikaa, що означає «багато диких голубів» (omiimii означає «голуб»). «Голуб», на честь якого було названо Міміко, був мандрівним голубом . Вважалося, що це був найчисленніший вид у світі на момент початку європейської колонізації Північної Америки, і зараз він вимер.

## Межі

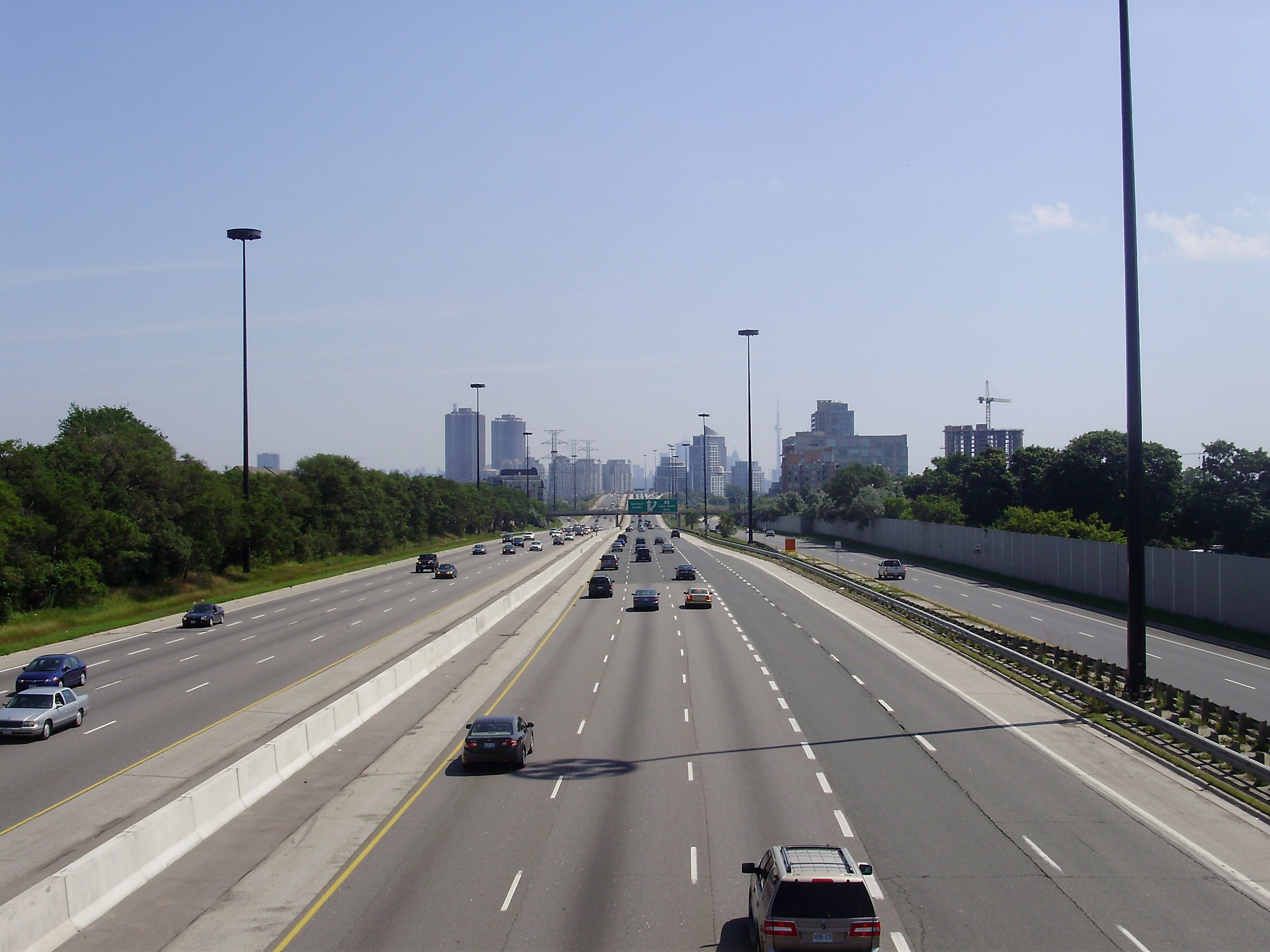
Вид на автомагістрать Ґардінера з Роял-Йорк-роуд. Автомагістраль проходить на півночі району і є кордоном Міміко.

Колишнє місто Міміко обмежене Еванс-авеню, Алгома-стріт і Манітоба-стріт на півночі, озером Онтаріо на півдні, лінією посередині між Фліселайн-роуд і Луїза-стріт на сході, із західною межею по лінії, що проходить через Дуайт-авеню (на південь від залізничної магістралі) і Сент-Джордж-стріт (на північ від залізничної магістралі). Ці межі Міміко визначені на картах зонування міста Торонто.
Тепер Мімко також включає нещодавні забудови кондомініумів Humber Bay Shores уздовж бульвару Лейкшор на захід від Міміко в колишньому районі «Motel Strip» Гамбер-Бей, а також промислові зони вздовж залізничних ліній на заході та територію на півночі, усі з яких входили до складу містечка Етобіко.
Ці території за межами Міміко ніколи не були частиною міста Міміко і не вважаються частиною мікрорайону Міміко.

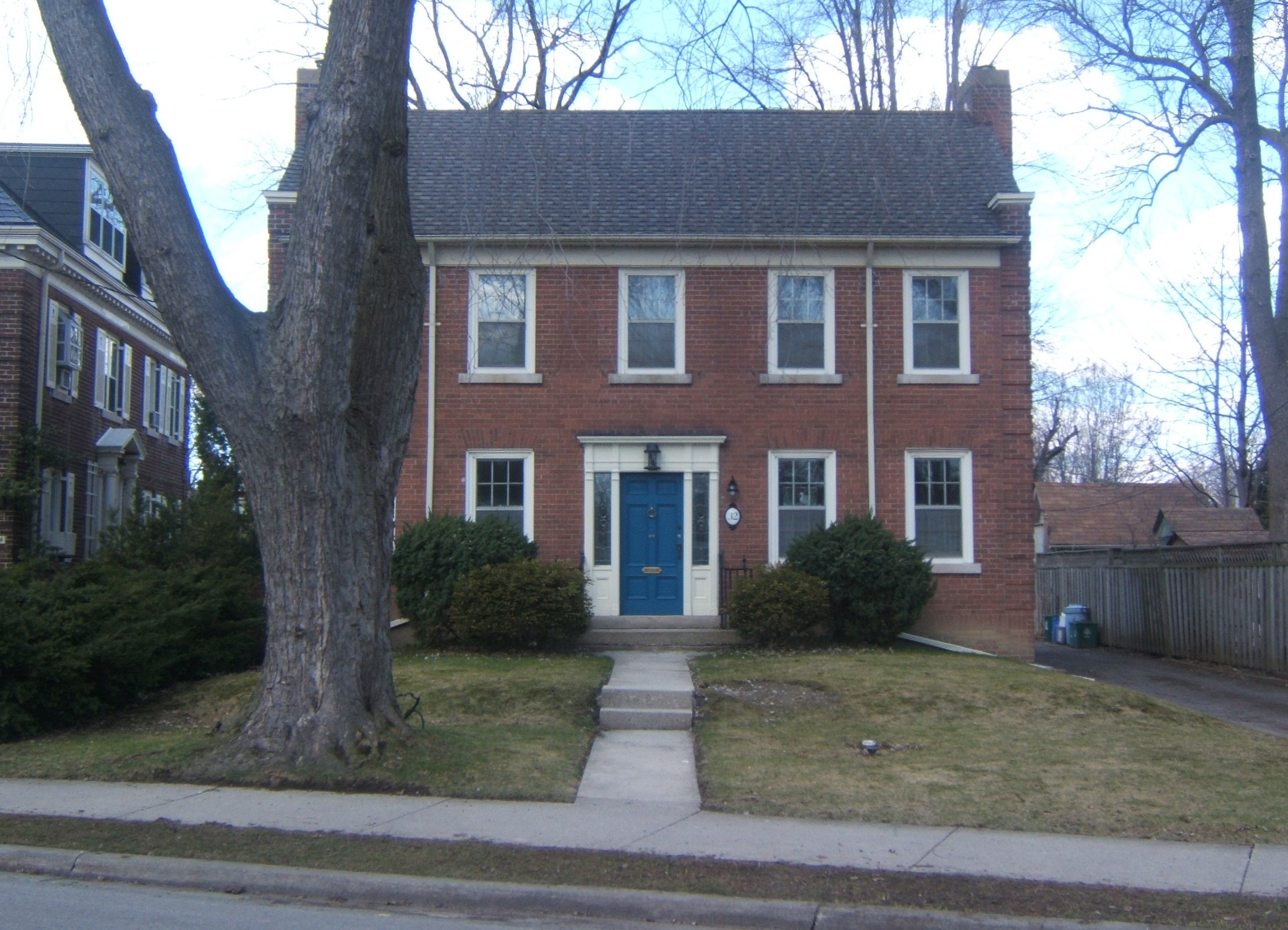
Ранні житлові будинки в Міміко варіюються від маєтків на березі озера до бунґало, побудованих від початку 1920-х до 1940-х років.

Історично в місті Міміко кілька муніципальних будівель, і жодна з них не збереглася. Архітектурно будинки в Міміко варіюються від великих маєтків на березі озера до бунґало, побудованих у 1920–1940-х роках, і малоповерхових житлових будинків, побудованих у 1950-х і 1960-х роках. На схід від історичного Міміко, є велика територія багатоповерхових кондомініумів у колишньому районі «Мотель-Стрип» Гамбер-Бей уздовж берега озера. На Лейк-Шор-бульвар є багато східноєвропейських делікатесних магазинів і пекарень, що надає району східноєвропейської атмосфери.

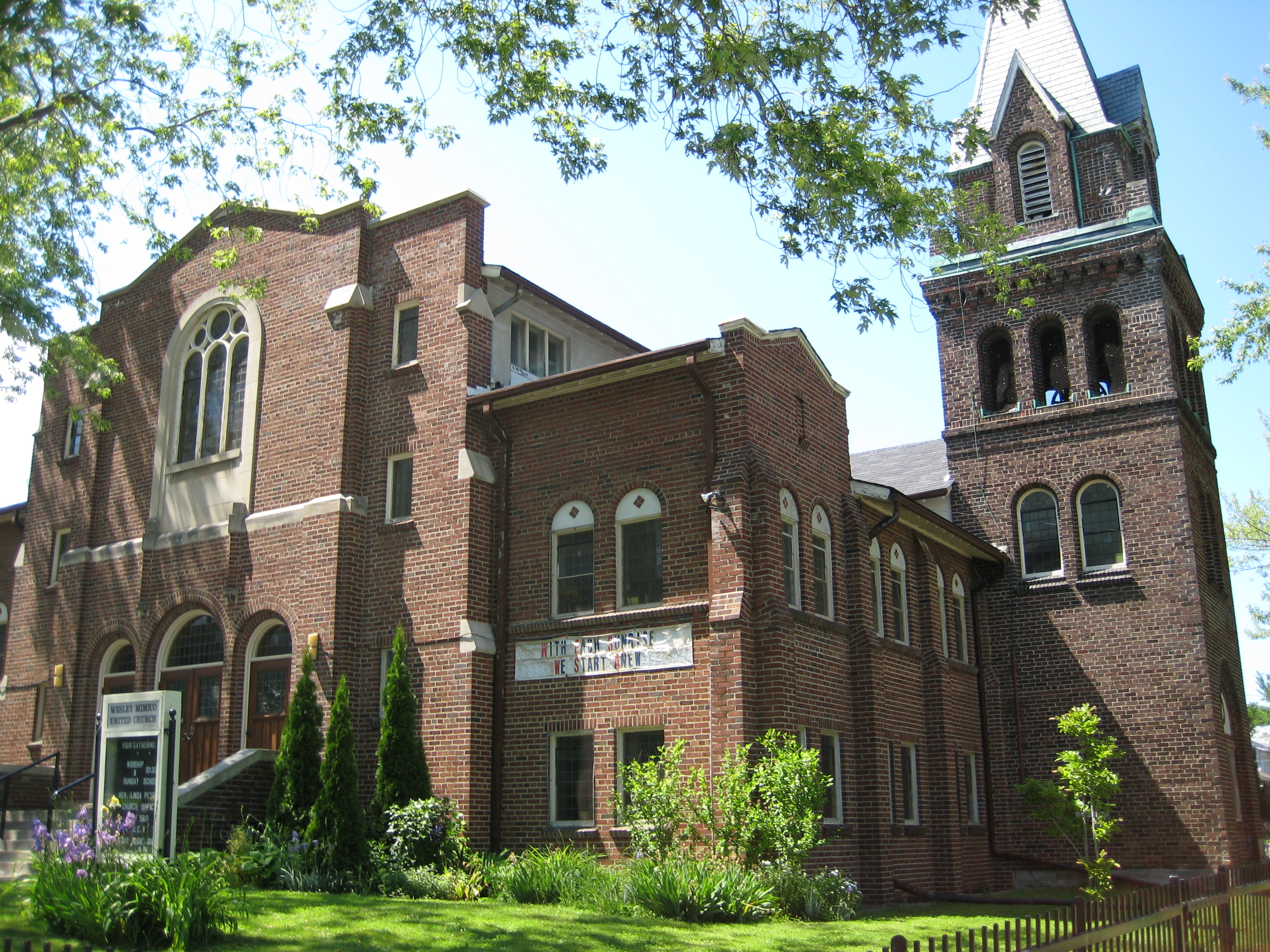
Об'єднана церква Уеслі є однією з кількох церков, розташованих у Міміко

## Історія
Після прибуття в район Торонто Елізабет Сімко, дружина першого губернатора Верхньої Канади та засновника Торонто, згадує про велику кількість (перелітних) голубів, на честь яких названо Міміко. Територія, відома як «Міміко», спочатку була розташована вгору над річкою Міміко біля Дандас-стріт, де розташовувалося раннє шосе Верхньої Канади, що йшло від Торонто на захід і поєднувало Торонто з громадою Міміко.

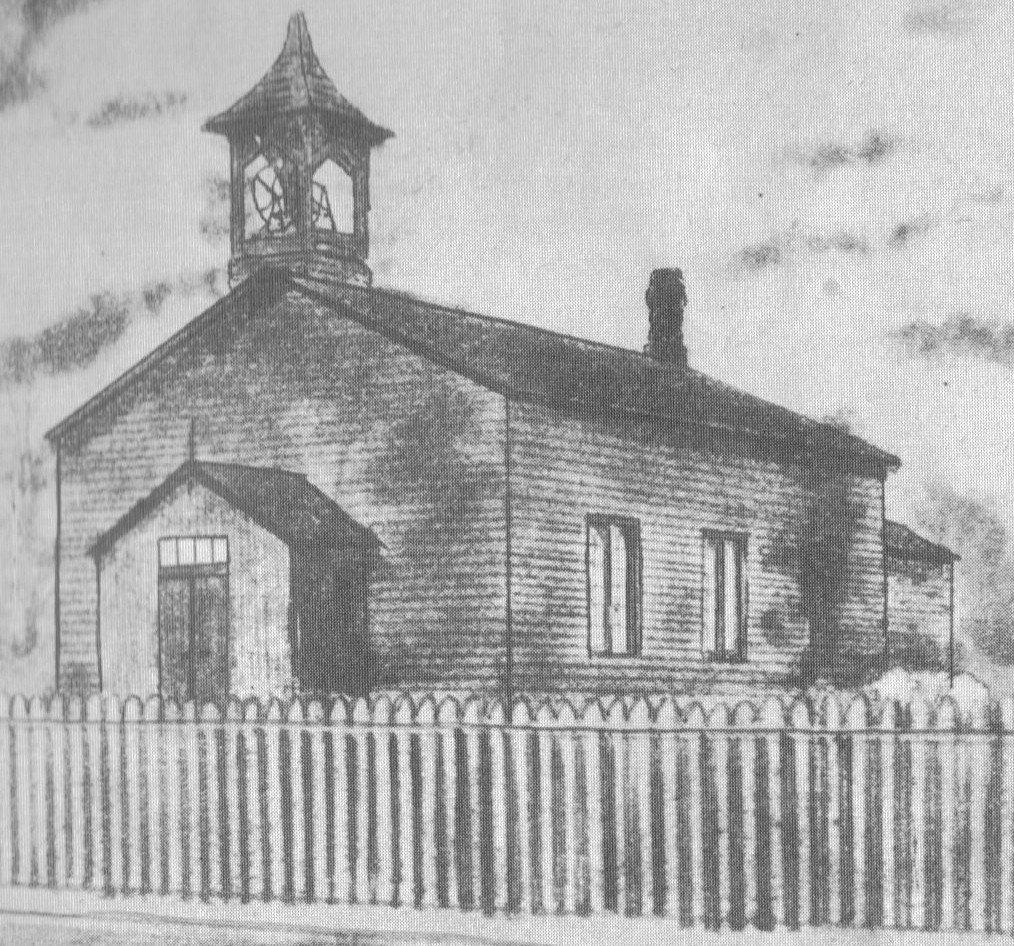
Церква була відкрита в Міміко в 1827 році.

Один із найвидатніших бізнесменів Етобіко, Вільям Ґембл, відкрив лісопильний завод на західному березі струмка Міміко, а неподалік було побудовано невелике поселення для робітників млина. За підтримки містера Ґембла перша церква Етобіко, Крайст-Черч (англіканська), була відкрита на Черч-стріт (тепер Роял-Йорк-роуд). У цей час Міміко перебуло у складі містечка Етобіко, яке мало межу з іншими селищами в південній частині графства Йорк (всі ці селище увійшли потім у склад Торонто). Містер Ґембл зрештою переніс свій бізнес з Міміко, але Міміко не зникло.

### Ранній розвиток (1850—1905)
У 1850 році, після Об'єднання Канади, Етобіко було офіційно визнане містечком. Велика західна залізниця (спочатку відома як Торонто-Гамільтонська залізниця) була побудована через південну частину містечка Етобіко. Перша залізнична станція Міміко була відкрита в 1855 році, на північ від колії біля Крайст-Черч на Черч-Стріт (нині Роял-Йорк-Роуд). Було розроблено план підрозділу з бічними вулицями для «міста Міміко». Міміко рекламували як «8 хвилин» від Торонто (поїздом), тоді межував із вулицею Дафферін. У 1858 році поштове відділення Міміко було відкрито на південь від залізничного вокзалу на Черч-Стріт (Роял-Йорк-Роуд.), де сьогодні знаходиться церква Св. Лева, а в 1863 році була заснована методистська церква Уеслі.

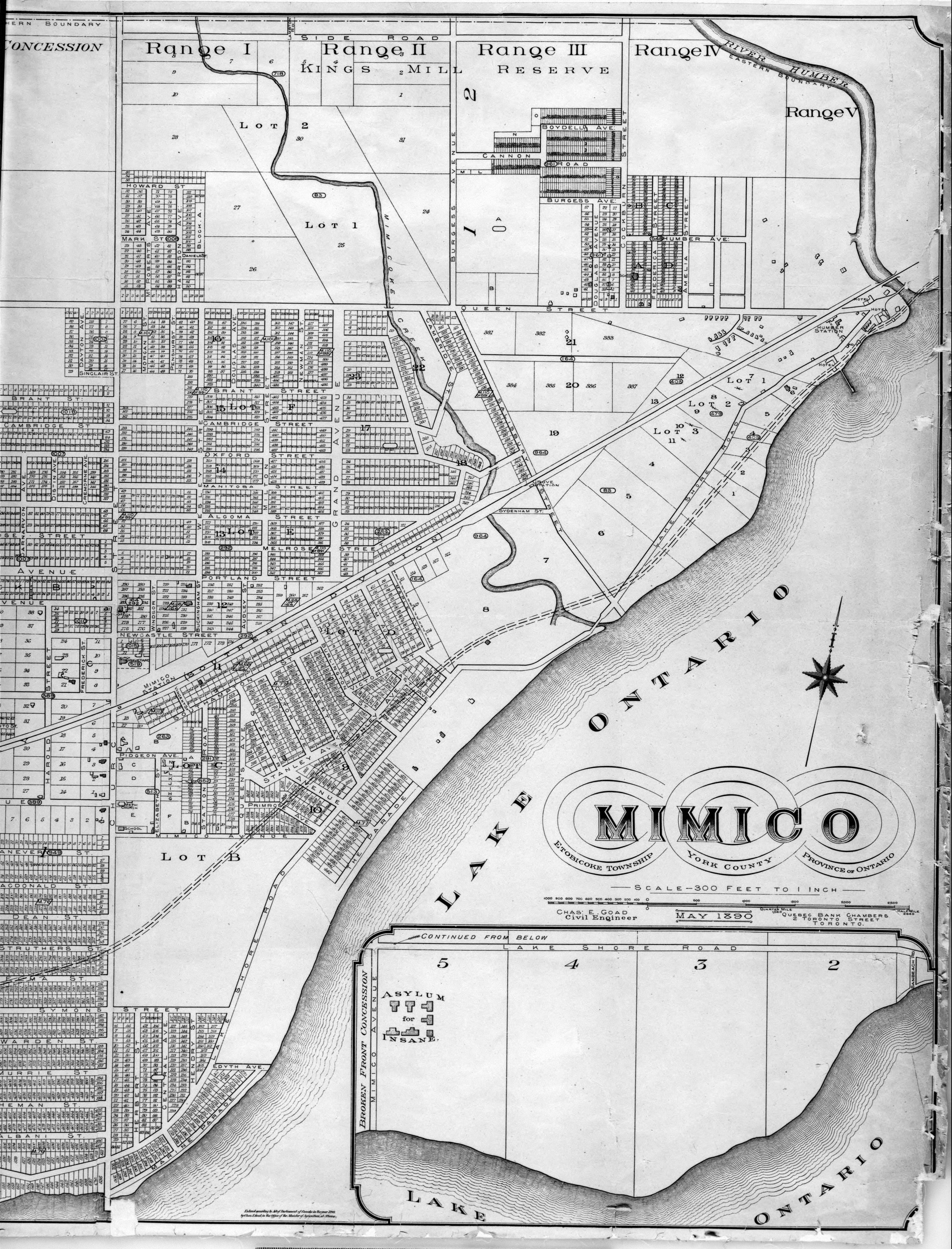
Мапа Міміко, приблизно 1890 рік. У 1890 році Mimico Real Estate Security Company Ltd була створена для поділу та продажу ділянок у Міміко.

Між 1883 і 1893 роками відбулося 13 окремих приєднань нових земель до міста Торонто, які призвели до того, що кордон міста пролягав по річці Гамбер. У 1890 році була створена компанія Mimico Real Estate Security Company Ltd метою якої був поділ та продаж ділянок на території Міміко. Цей план передбачав поділ землі пана Едварда Стока аж на північ до Сток-Сайд-Роуд (продовження Квін-стріт у Торонто, нині Квінсвей), а шлях для худоби, який він встановив як короткий шлях від Черч-Сент (Роял-Йорк-Роуд) до Лейк-Шор-роуд, став Міміко-авеню.

### Утворення Міміко (1905—1967)
Міміко став поліцейським селищем (це форма муніципального правління в Онтаріо, якщо фінанси і населення не дозволяли створити поселення з звичайним управлінням) у 1905 році, а наступного року було відкрито залізничну станцію Mimico Grand Trunk Railway . Міміко став селом у 1911 році, обравши свого першого сільського правителя Роберта Скелтона. Того ж року було відкрито друге поштове відділення під назвою «Міміко-Біч» для обслуговування південної частини Міміко, розташованої на Лейк-Шор-роуд. Міміко став найменшою громадою, яка отримала бібліотеку Карнегі, у якій спочатку збиралася міська рада. Перші іммігранти почали прибувати до Міміко, і в цей час перша католицька церква Етобіко була побудована в Міміко, Святого Лева .

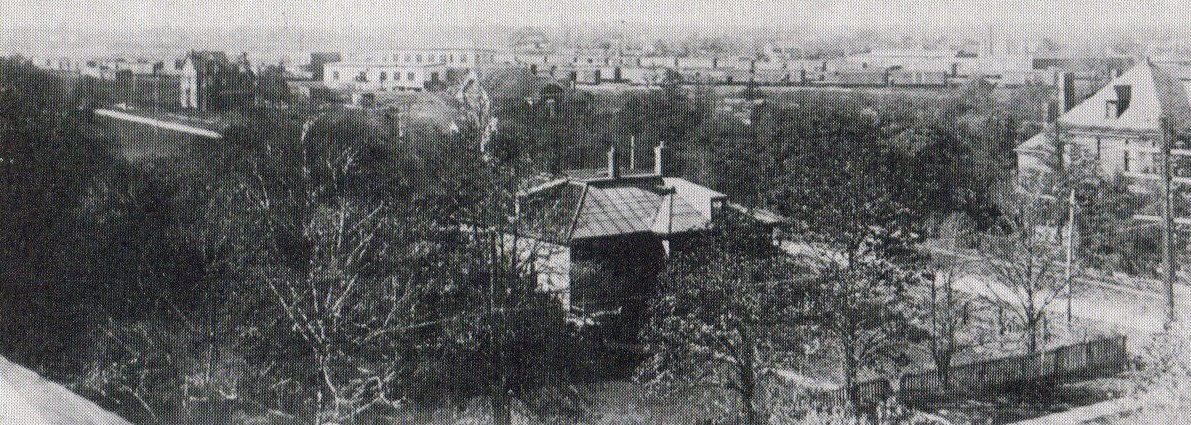
Вид на станцію Mimico Train Yards уздовж Drummond Street і Royal York Road, приблизно 1906 рік. На початку 20 століття залізниця була найбільшим роботодавцем у Міміко.

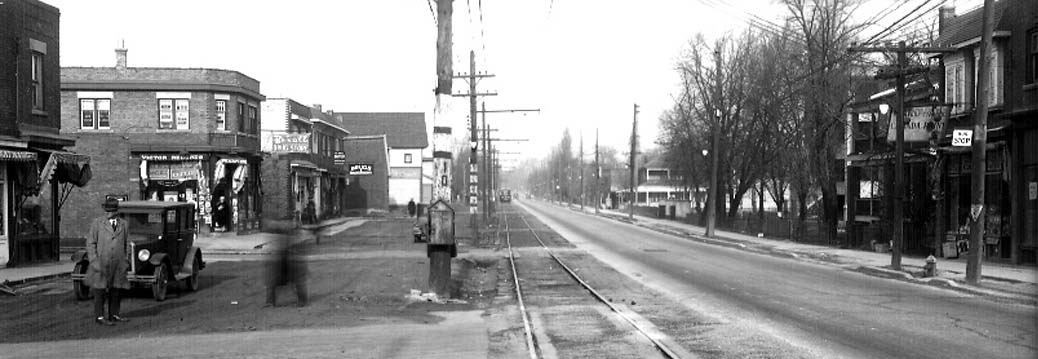
Трамвайні колії вздовж бульвару Лейк-Шор, 1927 рік. У 1928 році місцеву трамвайну лінію було об'єднано з трамвайною системою Торонто.

Після об'єднання методистської, конгрегаційної та багатьох пресвітеріанських церков стара методистська церква Уеслі на Черч-Сент (Роял-Йорк-роуд) звільнилася, оскільки на авеню Міміко була побудована нова Об'єднана церква Місто Міміко придбало стару методистську церкву, яка служила ратушею. У 1922 році була побудована баптистська церква Міміко. Багато бунгало в стилі1+1⁄2 -поверхові будинки були побудовані в міжвоєнні роки, особливо на південь від Міміко-авеню, і особливо, обсаджені деревами «півмісяці» вулиці (Лейк-Крес, Істборн-Крес, Дартмут-Крес і Лейк-Шор) були забудовані великими котеджними будинками. У 1928 році місцева трамвайна лінія об'єдналася з Транзитною комісією Торонто (TTC), яка спочатку об'єднала лінію з лінією «Квін» Торонто.

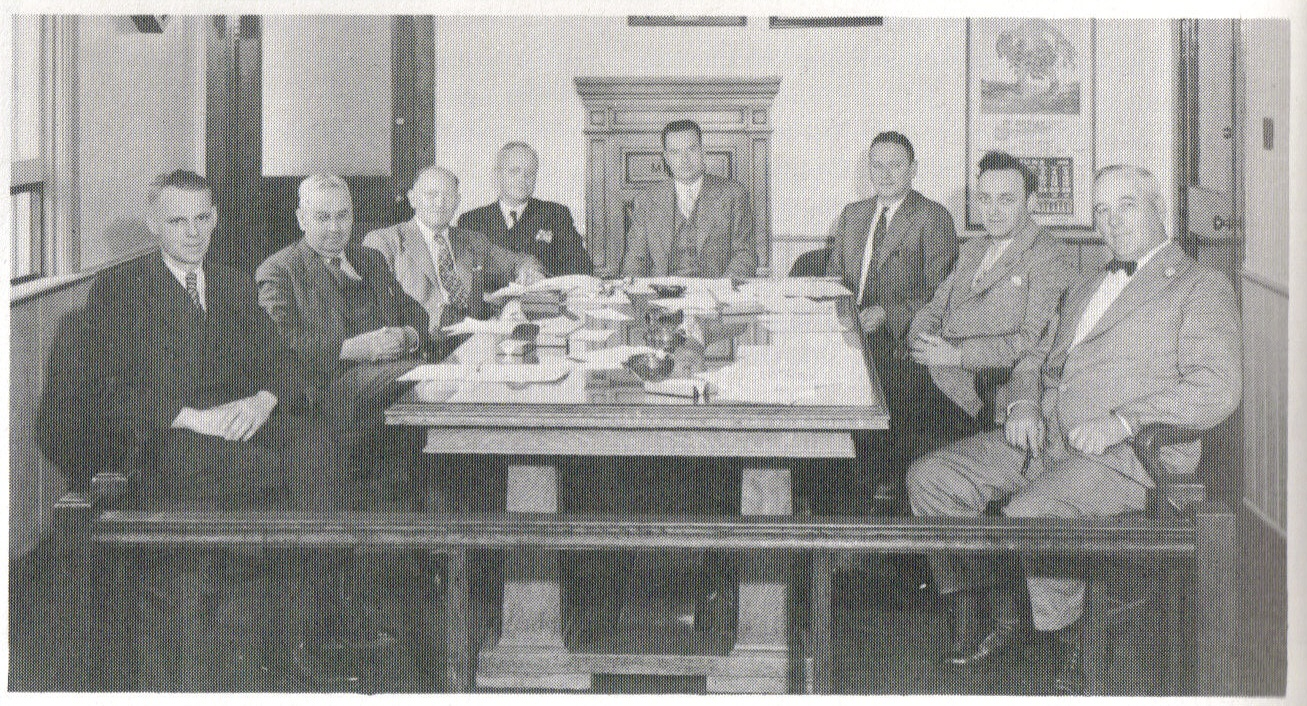
Амос Вейтс (у центрі) з іншими радниками міської ради Міміко, 1943 рік. Вейтс був мером Міміко, який пробув на цій посаді найдовше.

### Злиття з Етобіко (1967—1998)
У 1967 році місто Міміко було об'єднано з двома іншими громадами на березі озера (містом Нью-Торонто та селом Лонґ-Бранч) та містечком Етобіко, щоб сформувати район Етобіко. Останнім мером Міміко, який вперше був обраний у 1960 році, був Г'ю Ґріґґс, який був редактором офіційної історії Міміко «Історія Міміко». У час коли Канада святкувала своє сторіччя, була відкрита нова бібліотека в районі під назвою Mimico Centennial Library. Міміко зруйнувала Бібліотеку Карнегі (єдина з бібліотек Карнегі в Торонто, яку було знесено) і два прилеглих будинки, щоб побудувати більшу Столітню бібліотеку Міміко, яка була віддалена від кутового розташування попередньої будівлі бібліотеки. Меморіальну дошку на честь ветеранів Першої світової війни міста перенесли до нового парку під назвою «Меморіал Вімі» на бульварі Лейк-Шор. Вест і Квінс-авеню. Зал легіону, який був у будинку Бейлі сера Генрі Пеллатта, було перенесено до Іден-Корт, колишньої фермерської резиденції родини Сток, коли будинок Бейлі було знесено для вулиці, щоб обслуговувати нові промислові підприємства на схід від Міміко. Час Бейлі-Хаус як залу Легіону вшановується в назві вулиці, заради якої він був знесений: Легіон-роуд.

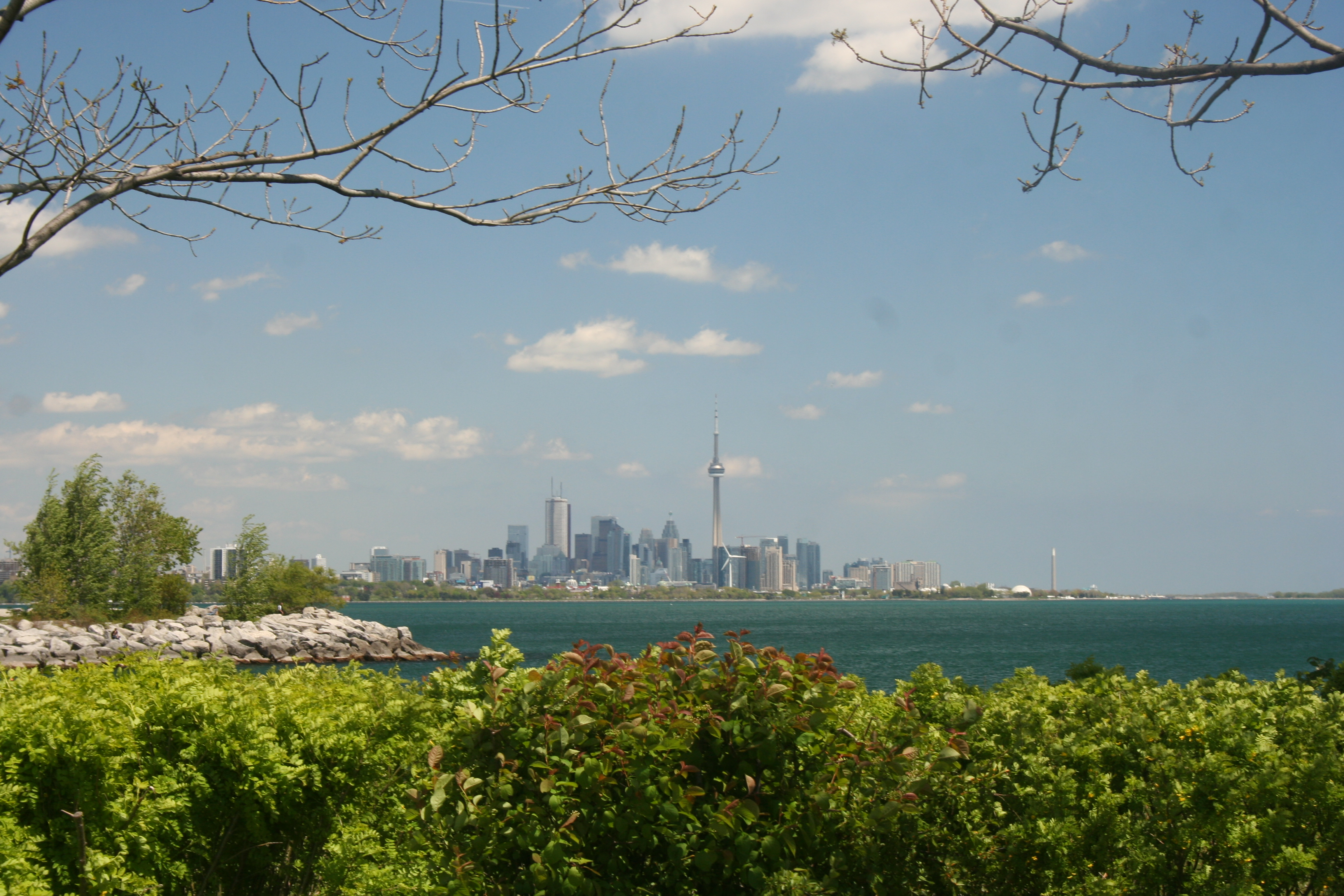
Вид на центр Торонто з Humber Bay Park West парку, який засновано в 1984 році.

### Після об'єднання (1998–тепер)

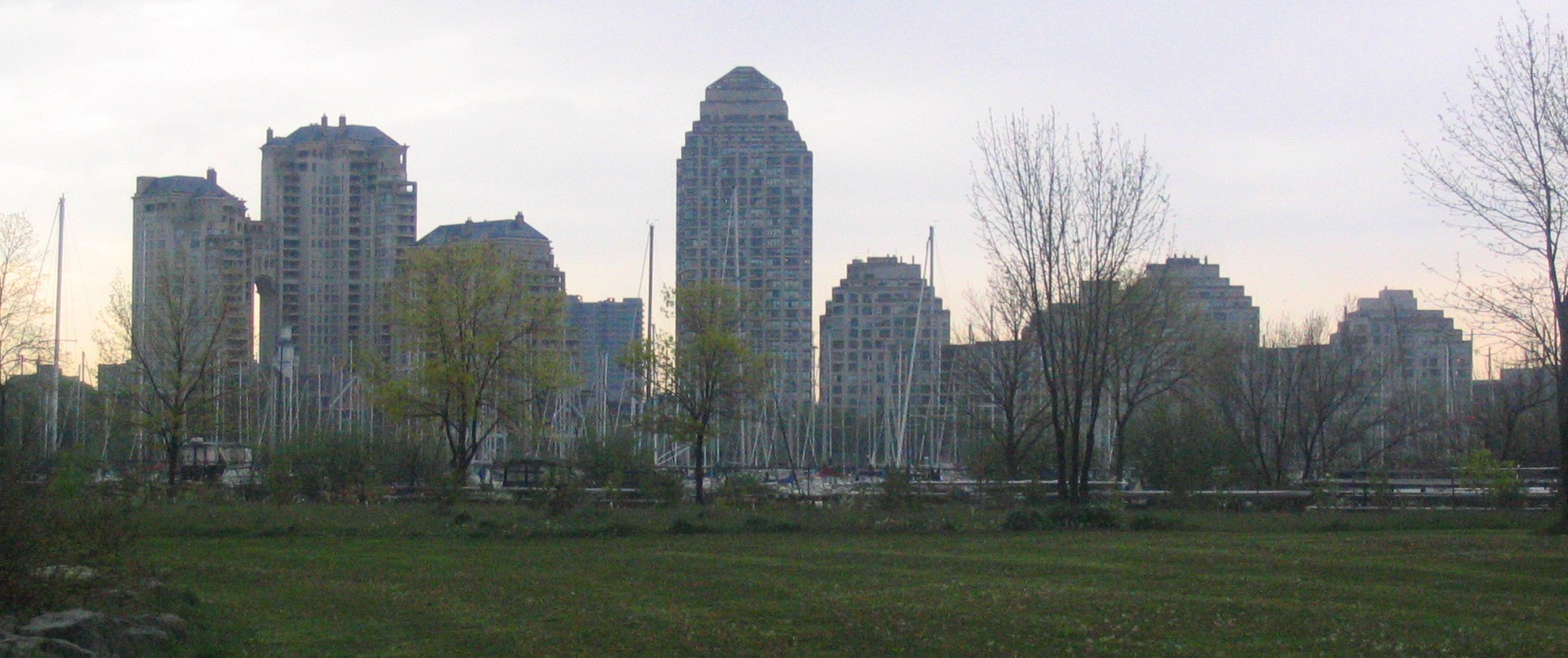
Житлові будівлі зведені на початку 21 століття вздовж бульвару Лейк-Шор.

У 1998 році Етобіко було об'єднано з Метро Торонто та п'ятьма іншими муніципалітетами в нове місто Торонто . Велика частина колишніх промислових земель була розділена на «будинки-монстри» у 1980-х роках, а пізніше на таунхауси, процес, який триває й сьогодні. Старі плани щодо омолодження Міміко та його набережної також повільно реалізуються. Смуга вздовж бульвару Лейк-Шор на схід від Парк-Лон, яка раніше була смугою мотелів, стала зоною численних житлових будинків кондомініумів. Багатоквартирні будинки кондомініумів також будуються в історичному районі Міміко.
Найстарішою церквою Міміко є Англіканська церква, яка за короткий проміжок часу пережила дві пожежі, а залишки були знесені, залишивши старе кладовище та новий парк, де колись стояла церква. Можливість «джентрифікації» Mimico іноді згадується в планах Mimico, але це мало місце лише в дуже невеликих масштабах. Більші спроби зберегти історію Міміко також робляться з історичним призначенням Іден Корт (колишній дім Едварда Стока) та збереженням і поточною реставрацією старої залізничної станції Міміко.
Нещодавно також було докладено багато зусиль, щоб запобігти знесенню останньої муніципальної будівлі міста Міміко (Firehall на #13 Superior Ave — зараз знесено для побудови кондомініуму) та Franceshini/Ormsby Estate (власність Amedeo Garden Court).

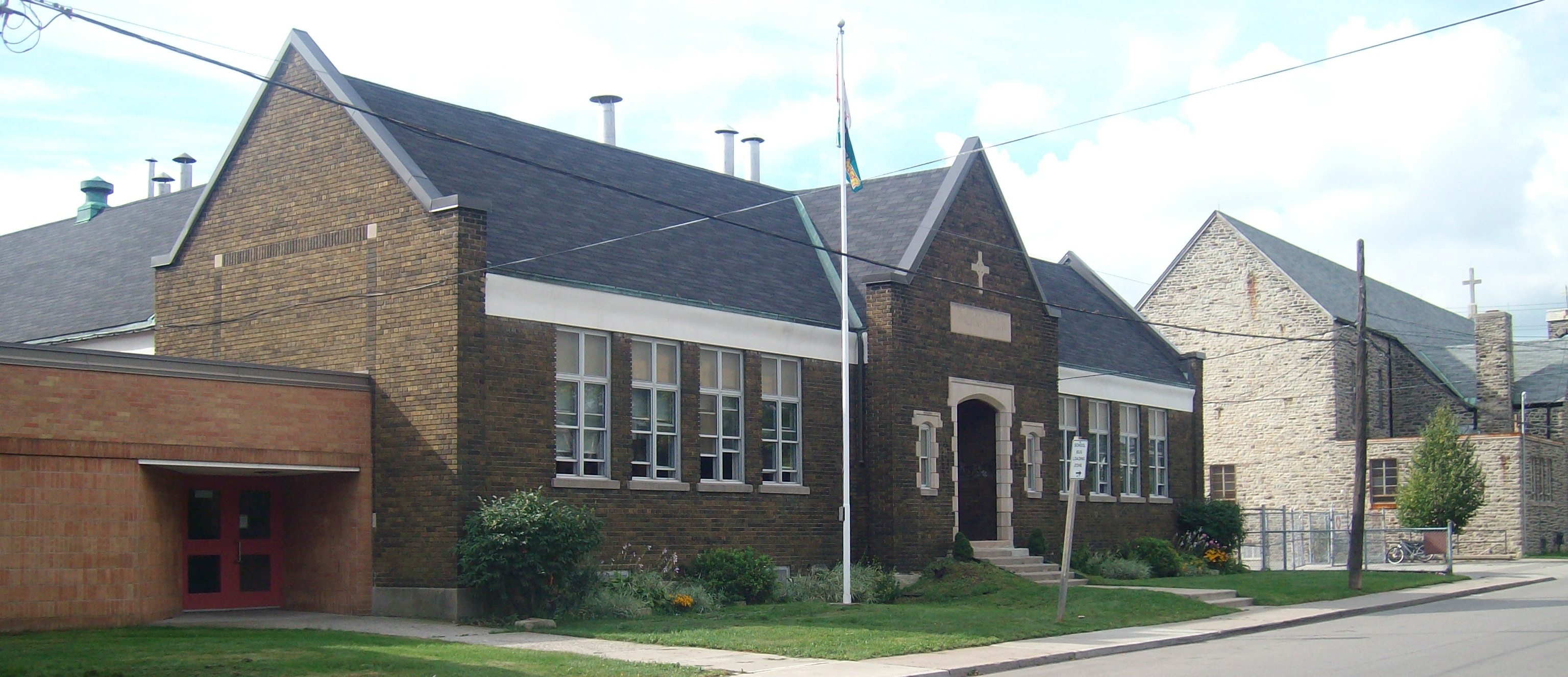
Католицька початкова школа Святого Лео є однією з кількох державних початкових шкіл, розташованих у цьому районі.

Дві державні шкільні ради керують початковими школами в цьому районі: світська Окружна шкільна рада Торонто (TDSB) і окрема Католицька окружна шкільна рада Торонто . Окрім початкових шкіл, TDSB також керує Центром навчання дорослих Mimico, розташований на Royal York Road.

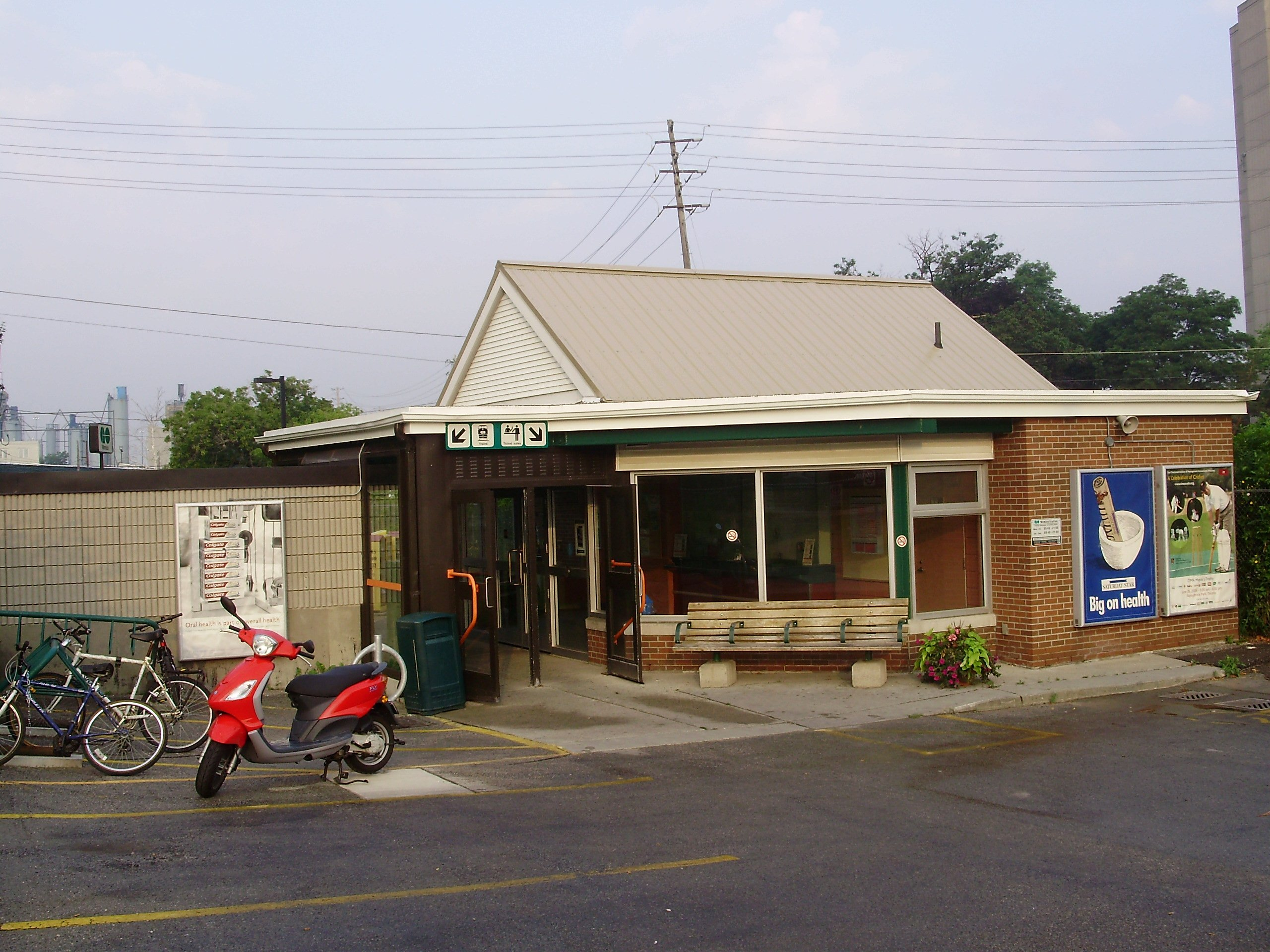
Станція Mimico GO — станція приміської залізниці, розташована в Міміко.